# نقابة الأطباء - مركز القدس
نقابة الأطباء-مركز القدس أو نقابة الأطباء الفلسطينيين هي نقابة مهنية غير ربحية، تأسست عام 1954 بموجب قانون نقابة الأطباء رقم 14 لعام 1954.

## التاريخ
في 4 أبريل 1954، أقر ملك الأردن الحسين بن طلال، قانون نقابة الأطباء رقم 14 لسنة 1954، حيث يكون للنقابة مركزين في مدينتي عمان والقدس. في 5 يونيو 1967 وقعت حرب 1967، وانتقل المركز الرئيسي إلى عمان. بقيت النقابة في الضفة الغربية تمارس أعمالها بمنح المزاولات والتراخيص اللازمة للأطباء في الضفة الغربية، بالإضافة إلى حل المشاكل والنزاعات التي تقع بين الأطباء والمؤسسات الأخرى.
بعد تأسيس السلطة الوطنية الفلسطينية كنتيجة لاتفاقيات السلام في عام 1994، أصدر رئيس السلطة الفلسطينية ياسر عرفات قراره الأول وجاء فيه:«يستمر العمل بالقوانين والأنظمة والأوامر التي كانت سارية المفعول قبل تاريخ 5 يونيو 1967 في الأراضي الفلسطينية "الضفة الغربية وقطاع غزة" حتى يتم توحيدها.»
تطور العمل في النقابة باتجاه التطور العلمي والعملي في المهنة الطبية، حيث تعقد العديد من المؤتمرات الطبية الدولية، وتضم النقابة نحو 23 جمعية تخصصية. بالإضافة إلى إنشاء كليات للطب البشري في الأراضي الفلسطينية وابتعاث واستقبال العديد من الكوادر الطبية.
تنتشر مكاتب نقابة الأطباء على امتداد الضفة الغربية في مراكز المحافظات ويقع مقرها الرئيسي في بيت حنينا، محافظة القدس. وتُجرى فيها الانتخابات بشكل دوري. يشغل حاليًا الطبيب شوقي صبحة منصب نقيب الأطباء منذ 2019.

## مهام النقابة
تهدف نقابة الأطباء إلى رفع مستوى مهنة الطب وتنظيمها وحمايتها، والتعاون مع الجهات ذات العلاقة لرفع المستوى الصحي للسكان، والمحافظة على آداب المهنة وحقوق وكرامة الأطباء وتوثيق الصلة مع الأطباء الفلسطينيين في الشتات والجهات ذات العلاقة العربية والأجنبية.

## نقباء النقابة
| الرقم | الاسم      | التخصص             | تاريخ البدء  | تاريخ الانتهاء |
| ----- | ---------- | ------------------ | ------------ | -------------- |
|       | هشام عارضة |                    |              |                |
|       | جواد عواد  | طبيب جلدية         |              |                |
|       | نظام نجيب  | طبيب نسائية وولادة | 13 مارس 2015 | 8 مارس 2019    |
|       | شوقي صبحة  | طبيب عام           | 8 مارس 2019  | حتى الآن       |